# Pycnoporus cinnabarinus
Pycnoporus cinnabarinus es un hongo patógeno. Su cuerpo fructífero es un hongo de color naranja brillante. Es común en muchas áreas y se encuentra ampliamente distribuido en todo el mundo, siendo prácticamente inconfundible en Europa.